# موزه استاد صنعتی
موزه استاد صنعتی یا موزه ۱۳ آبان، موزه بهشت و جهنم ، (پیش از انقلاب موزه شیر و خورشید) یکی از موزه‌های شهر تهران پایتخت ایران است. این موزه برای نمایش آثار علی اکبر صنعتی راه اندازی شده‌است.
علی اکبر صنعتی زندگانی پر مشقّتی را از دوران کودکی و یتیمخانه کرمان تا مدارج هنری در هنرستان هنرهای زیبای کمال الملک گذرانده است. 
این موزه در سال ۱۳۲۵ جهت ارائه ی آثار صنعتیِ مردم دوست تأسیس شد و در حال حاضر به جمعیت هلال احمر ایران تعلق دارد. علی اکبر صنعتی نزدیک به ۶ هزار تابلو و بیش از هزار پیکره و تندیس گچی، سنگی و برنزی از شخصیت‌های علمی و ادبی ایران و عموم مردم آفرید که شماری از مهم ترین آن‌ها در موزه استاد صنعتی نگهداری می‌شود. این موزه دارای دو سالن است، طبقه همکف شامل مجسمه ها و بخش مردم‌شناسی است و طبقه اول نیز شامل گالری نقاشی های آبرنگ، رنگ روغن و پیکره های نیم تنه است. این موزه در ضلع شمال غربی میدان توپخانه و ابتدای خیابان فردوسی قرار دارد و یکی از مکان‌های دیدنی مرکز شهر تهران است. ساختمان چشم نواز موزه از قدیمی ترین بناهای بازمانده از میدان توپخانه سابق است و همچنین در اواخر دوره قاجار محل اقامت رضا خان با عنوان رئیس ارتش و مدیریت چاپارخانه های کشور بوده‌ است. موزه استاد صنعتی هم اکنون در روزها و ساعات اداری پذیرای بازدیدکنندگان است.

## پیشینه
علی اکبر صنعتی، متولد سال ۱۲۹۵، در کرمان یکی از کودکان پرورش یافته پرورشگاه صنعتی کرمان است. او که از آغاز به نقاشی علاقه‌مند بود به مدرسه کمال الملک وارد گردید و پس از ۱۲ سال موفق به اخذ دانش‌نامه لیسانس شد. علی اکبر صنعتی در طی ۶۲ سال کار خود، نزدیک به ۱۰۰۰ نگاره و ۴۰۰ پیکره (مجسمه) ساخت. صنعتی از نخستین پیکره‌تراشان و نگارگران سبک رئالیسم معاصر و بنیادگذار نخستین موزهٔ آثار هنری معاصر است.
عمارت موزه صنعتی بر جای مانده از عمارتهای دوره قاجار میدان توپخانه (امام خمینی) است. رضا خان در زمان نخست‌وزیری و قبل از رسیدن به شاهی در این خانه زندگی می‌کرده‌است و جلسه ای را در زیرزمین این خانه شب قبل از رای‌گیری برای انحلال سلسله قاجار با برخی نمایندگان برگزار کرده‌است. در سال ۱۳۲۴ به کوشش عبدالحسین صنعتی زاده، پسر حاج علی اکبر صنعتی زاده بنیادگذار پرورشگاه صنعتی کرمان (با نام استاد علی اکبر صنعتی نقاش و پیکره‌ساز اشتباه نشود)، و با آثار علی اکبر صنعتی کرمانی باززنده‌سازی و به موزه و نمایشگاه تبدیل شد و به جمعیت شیر و خورشید سرخ ایران واگذار می‌شود. موزه صنعتی به صورت رسمی در سال ۱۳۲۵ آغاز به کار می‌کند. پس از آن در سال ۱۳۳۰ استاد صنعتی نمایشگاه و کارگاهش را به میدان راه‌آهن جابه‌جا کرد که شوربختانه در رخدادهای سال ۱۳۵۷ مورد تازش قرار می‌گیرد و آثارش از میان می‌روند. جمعیت شیر و خورشید سرخ هم دچار دگرگونی نام می‌شود و با عنوان جمعیت هلال احمر، موزه را اداره می‌کند. در همین سال‌ها برخی از هنرمندان دیگر هم آثار خود را به استاد صنعتی پیشکش می‌کنند و این آثار هم در موزه صنعتی به نمایش عموم گذاشته می‌شود. در کتاب راهنمای موزه‌ها و بناهای تاریخی سازمان میراث فرهنگی در سال ۸۳ اعلام شده در این موزه ۶۰۰۰ هزار نقاشی، هزار مجسمه سنگی، برنزی و گچی وجود دارد.
با آغاز پروژه ساخت متروی تهران در سال ۱۳۷۶ تعطیلی موزه صنعتی نیز آغاز می‌شود و به دلیل ساخت مترو برخی از ساختمان‌های میدان ویران می‌شوند و ساختمان موزه صنعتی با بی دقتی شرکت مترو و مدیریت وقت موزه، آسیب می‌بیند. در سال ۱۳۸۶ شرکت مترو تصمیم می‌گیرد ورودی‌های ایستگاه مترو امام خمینی را افزایش دهد. یکی از ورودی‌ها هم از زیر ساختمان موزه صنعتی انتخاب می‌شود و این دلیلی می‌شود برای تعطیلی دوباره موزه.
در سال ۱۳۹۵ سازمان میراث فرهنگی با همکاری سازمان زیباسازی شهرداری تهران بازسازی و نوسازی بنا و پیکره‌ها را آغاز کردند. که یکسال بعد به پایان رسید و موزه دوباره فعال شد.

## معماری

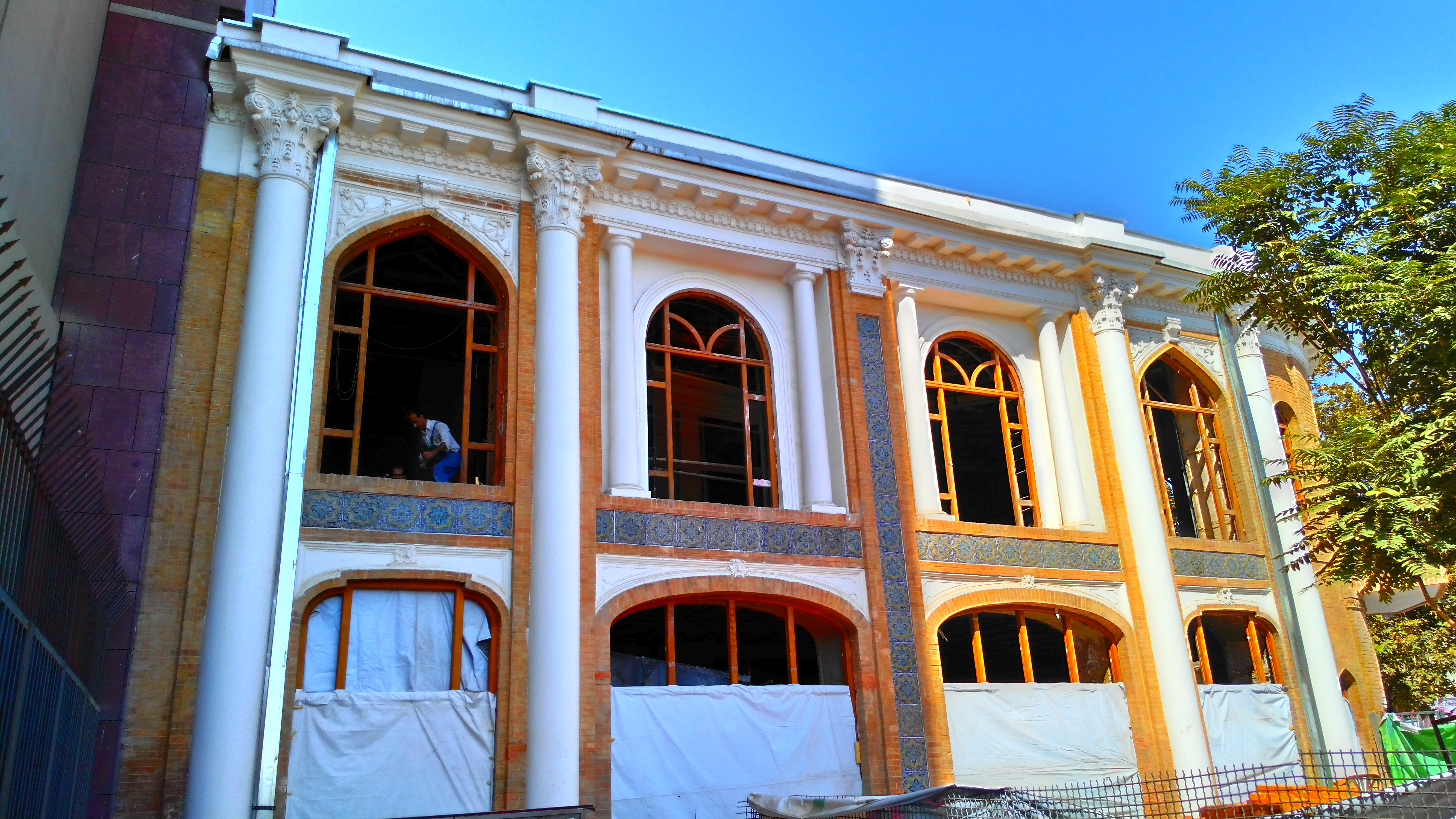
نمایی از ساختمان موزه

ساختمان موزه صنعتی از ساختمان‌های باقی‌مانده عصر قاجار است. ساختمان در دو طبقه ساخته شده و طبقه یکم با تالاری بزرگ که در ورودی آن در جنوب شرقی عمارت است، دو در دیگر نیز برای موزه وجود دارد که یکی در جنوب غربی عمارت و دیگری در خیابان خیابان فردوسی است. در فردوسی به به نیم طبقه دوم راه دارد، در طبقه اول دستشویی، آشپزخانه و انبار قرار دارد و در شمال غربی موزه صنعتی یک حیاط کوچک قرار دارد. ورودی‌ها و پنجره‌ها به صورت نعل اسبی بوده و ستونها با گچبری قاشقی مزین شده و سرستونها نیز با گچبریهای زیبا آذین بندی شده‌اند. ازاره‌های سنگی به بلندای یک و نیم متری پیرامون موزه صنعتی را دربر گرفته و نما با آجر کاری و کاشی‌های ۷ رنگ معرق تزئین شده‌است.

## بخش‌های گوناگون
جالب‌ترین بخش این موزهٔ کوچک و قدیمی، پیکرهٔ گروهی از زندانیان سیاسی دوره قاجار است که به‌دست استاد علی اکبر صنعتی به تصویر کشیده شده‌است. این پیکرهٔ بزرگ درست در مرکز موزه قرار گرفته‌است. پیکرهٔ فردوسی، سعدی، مسیح مصلوب، دهخدا، کمال الملک، کریم‌خان‌زند، جواهر لعل نهرو، مهاتما گاندی، لوئی پاستور، ملک الشعرای بهار، شاه عباس و پیکرهٔ بزرگ نادرشاه افشار از دیگر تندیسهایی هستند که در این موزه به چشم می‌آیند.

## اهمیت مردم‌شناسی موزه
سرشت آثار صنعتی با دگرگونیهای تاریخی و اجتماعی گره خورده‌است. پیکره‌ها و تندیسهایی که او آفریده‌است به نوعی چهره‌نگاری و مردم‌شناسی دورانی را در درون خود دارد که نشان می‌دهد چگونه چهره جامعه سنتی به آرامی در حال رنگ باختن است و چهره‌های معاصر جایگزین می‌شوند. در روند ساخت این مجسمه‌ها دگردیسی و دگرگونی در این چهره‌ها را می‌توانید بنگرید.

## نشانی
تهران، ضلع شمال غربی میدان امام خمینی (میدان توپخانه یا سپه پیشین) ابتدای خیابان فردوسی (علاالدوله پیشین)، شماره ۵۶

## نگارخانه

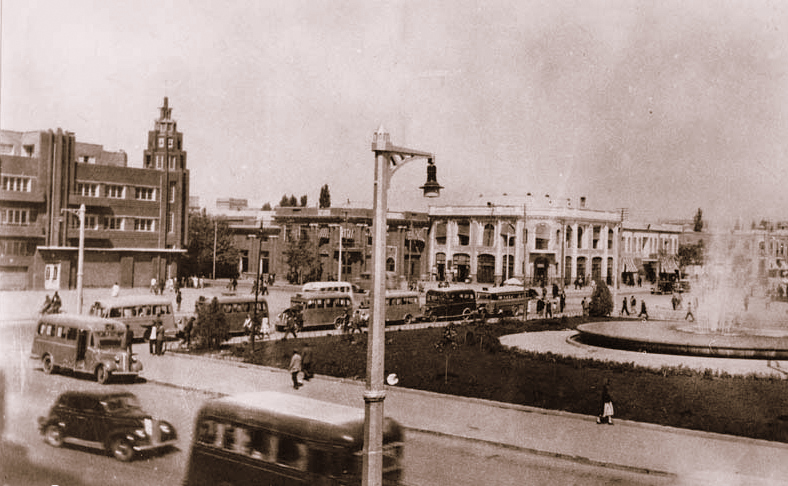
نگاره قدیمی از ساختمان موزه صنعتی
نقاشی آبرنگ دکتر محمد مصدق
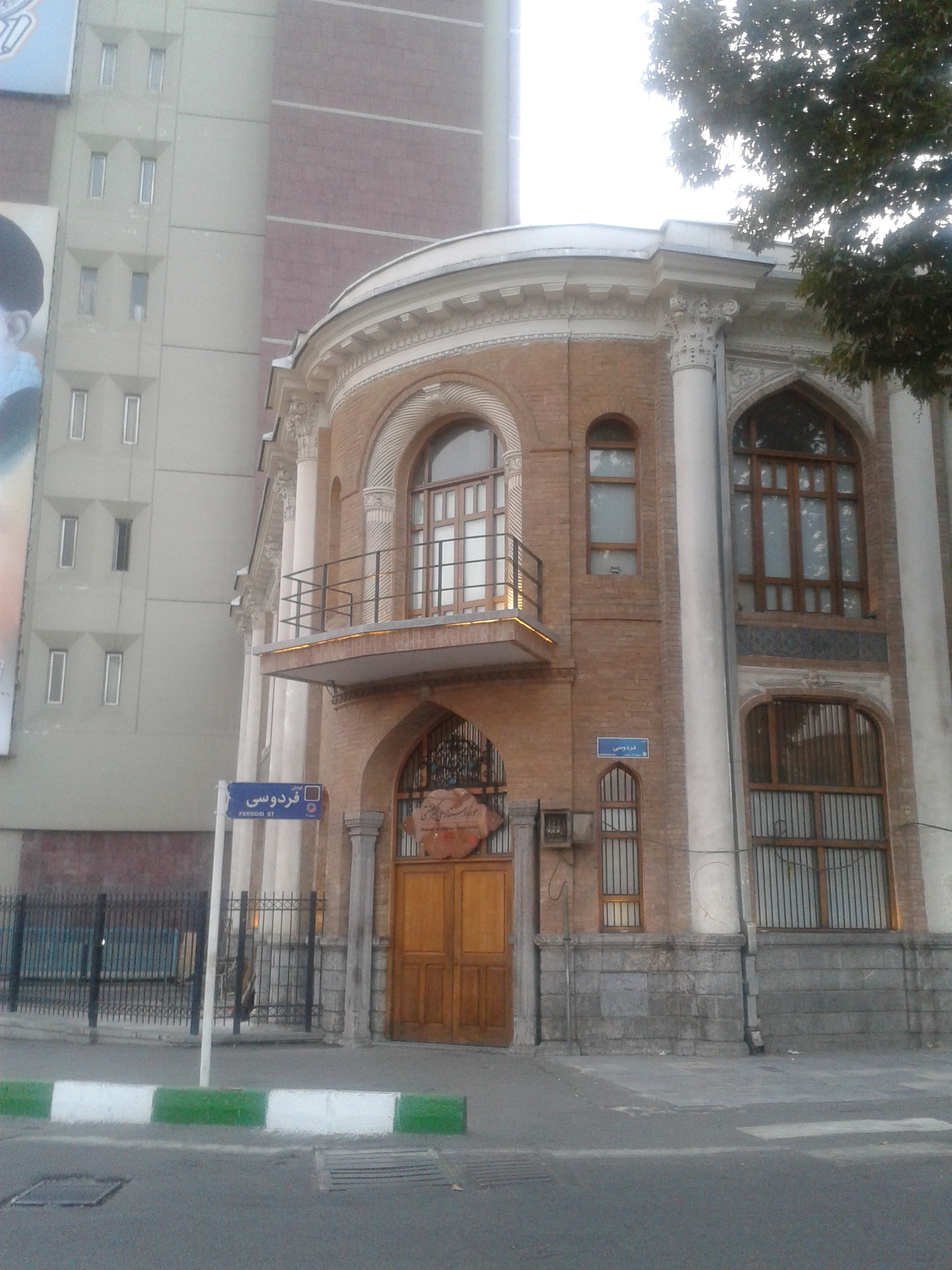